# Больково
Больково (пол. Bolkowo, нім. Bolkow) — село в Польщі, у гміні Полчин-Здруй Свідвинського повіту Західнопоморського воєводства.
Населення — 500 осіб (2011).

## Демографія
Демографічна структура станом на 31 березня 2011 року:
|          | Загалом | Допрацездатний вік | Працездатний вік | Постпрацездатний вік |
| -------- | ------- | ------------------ | ---------------- | -------------------- |
| Чоловіки | 253     | 38                 | 194              | 21                   |
| Жінки    | 247     | 55                 | 142              | 50                   |
| Разом    | 500     | 93                 | 336              | 71                   |